# 육두구과
육두구과(肉荳蔲科, 학명: Myristicaceae 미리스티카케아이[*])는 목련목의 과이다. 이 과의 가장 유명한 종은 육두구(Myristica fragrans)이다. 21속 450여 종의 나무나 관목, 드물게는 덩굴나무로 이루어져 있으며, 전 세계의 열대 기후 지역에 분포한다. 가장 잘 알려진 속은 육두구속(Myristica)과 비롤라나무속(Virola)이다.

## 하위 분류
- 육두구속(Myristica Gronov.)
- Bicuiba J.J.de Wilde
- Brochoneura Warb.
- Cephalosphaera Warb.
- Coelocaryon Warb.
- Compsoneura (DC.) Warb.
- Doyleanthus Sauquet
- Endocomia W.J.de Wilde
- Gymnacranthera (A.DC.) Warb.
- Haematodendron Capuron
- Horsfieldia Willd.
- Iryanthera (A.DC.) Warb.
- Knema Lour.
- Mauloutchia Warb.
- Osteophloeum Warb.
- Otoba H.Karst.
- Paramyristica W.J.de Wilde
- Pycnanthus Warb.
- Scyphocephalium Warb.
- Staudtia Warb.
- Virola Aubl.

## 계통 분류
2016년 APG IV 분류 체계에서는 육두구과를 목련군 목련목 아래에 분류하며, 이는 2009년 APG III 분류 체계, 2003년 APG II 분류 체계 및 1998년 APG 분류 체계의 분류와 동일하다.